# Senecio scapiflorus
Senecio scapiflorus là một loài thực vật có hoa trong họ Cúc. Loài này được (L'Hér.) C.A.Sm. miêu tả khoa học đầu tiên.